# Zemira Alajbegović Pečovnik
Zemira Alajbegovič Pečovnik, slovenska umetnica, novinarka, videastka in režiserka hrvaškega rodu, * 9. januar 1958, Pula.
Diplomirala je iz sociologije na ljubljanski Fakulteti za družbene vede. 
Od leta 1982 do leta 1988 je bila z Nevenom Kordo vodilna članica večmedijske in gledališke skupine FV 112/15 in FV Diska, ki sta delovala na ljubljanski subkulturni sceni. Tu se je tudi začela ukvarjati z videom. V osemdesetih je soustanovila video produkcijo FV Video in FV Založbo, prvo neodvisno založbo v Jugoslaviji, med letoma 1983 in 1989 je bila članica kultne večmedijske skupine Borghesia.  V osemdesetih letih je bila ena od pobudnic prve neodvisne televizije ATV. Za Kanal A je v devetdesetih z s Kordo realizirala serijo oddaj z naslovom Podoba. V sodelovanju z njim je avtorica številnih video filmov, glasbenih spotov in plesnih videov. Njuni video projekti so bili predstavljeni na številnih mednarodnih festivalih, na katerih sta prejela več nagrad in predvajani na nekaj TV postajah po svetu.
V zadnjih letih režira video (Hitro/ Počasi) in dokumentarne filme ter televizijske oddaje o umetnosti in kulturi, zlasti filmu. Med njene pomembnejše dokumentarce sodijo film o nasilju nad ženskami Med štirimi stenami, Rezine časa, zgodba o babicah in o nasilja polni zgodovini Jugoslavije in Nevidni teritorij, portret vsestranskega umetnika Marka Peljhana. Od leta 2011 dela kot novinarka in režiserka v kulturni redakciji RTV Slovenija ter kot urednica filmske oddaje Umetni raj.

## Filmografija
- Neven Korda in Z.A. Pečovnik - Staro in novo (1997)
- Neven Korda in Z.A. Pečovnik - Med štirimi stenami (1999)
- Neven Korda in Z.A. Pečovnik - Rezine časa (2000)
- Nevidni teritorij (2007)